# PDS (制作プロダクション)
PDS（ピーディーエス）は、ドラマや情報番組を中心としたテレビ番組制作プロダクションである。商号は、株式会社ピーディーエス。
社名の『PDS』とは、Pはプロデューサー（Producer）、Dはディレクター（Director）、Sはステュディオ（STUDIO）のそれぞれの頭文字をつけられた。

## 所属スタッフ
- 工藤英博（チーフプロデューサー、全日本テレビ番組製作社連盟理事長、映画専門大学院大学学長、日本映画テレビプロデューサー協会監事兼 / 渡辺企画→）
- 北崎たか子
- 山根さおり

### 以前所属していたスタッフ
- 千野栄彦（→2019年12月7日逝去）[1]
- 久野浩平（→定年→2010年1月1日逝去）
- 河野宏
- 橋本潔（美術デザイナー）
- 大野秀樹（→5年D組）
- 東城祐司（→MMJ）
- 示野浩司（→ウッドオフィス）
- 伊賀宣子（→共同テレビジョン）

## 主な作品

### テレビドラマ

#### 設立 - 1979年
連続ドラマ
- 不毛地帯（1979年4月4日 - 10月31日、毎日放送）

単発/スペシャル

#### 1980年代
連続ドラマ
- 妻は霧のなかで（1980年6月7日 - 7月26日、フジテレビ）
- 私はタフな女（1981年4月24日 - 9月25日、日本テレビ「金曜劇場」）
- 生きて行く私（1984年4月期、毎日放送 水曜22時）
- ハーフポテトな俺たち（1985年10月期、日本テレビ水曜21時）
- 女ざかり男ともだち（1987年4月16日 - 5月7日、テレビ朝日「木曜ドラマ」）
- TOKYO愛情物語（1987年4月19日 - 22日、TBS「ドラマ23」）
- コント赤信号のピンク色のメイドさん（1988年9月11日 - 14日、TBS「ドラマ23」）
- 会いたくて（1989年7月15日 - 8月19日、日本テレビ「土曜グランド劇場」）

単発/スペシャル
- ささやかな設計（1980年3月22日、フジテレビ「ゴールデンドラマシリーズ」）
- 季節が変わる日（1982年11月4日、日本テレビ「西武スペシャル」）
- OLシリーズ(1)「女が会社へ行きたくない朝」（1983年4月18日、テレビ朝日「月曜ワイド劇場」）
- 序の舞・新春ドラマスペシャル（1984年1月2日、テレビ朝日）
- 女ざかり・男あさり（1984年12月3日、テレビ朝日「月曜ワイド劇場」）
- 二度目のさよなら（1985年1月15日、日本テレビ「火曜サスペンス劇場」）
- 女ざかり男ぎらい（1985年10月28日、テレビ朝日「月曜ワイド劇場」）
- 女ざかり、三人旅（1986年4月1日、テレビ朝日「月曜ワイド劇場」）
- ときめきキラリ!女は結婚上手!（1986年4月28日、テレビ朝日「月曜ワイド劇場」）
- サラ金業者の妻（1987年1月20日、日本テレビ「火曜サスペンス劇場」）
- 深く埋めて・木の下の三億円!（1987年10月20日、日本テレビ「火曜サスペンス劇場」）
- ラーメン横町・女たちの危険な午後（1988年3月、日本テレビ「火曜サスペンス劇場」）
- 女が家を買うとき（1988年6月10日、フジテレビ「男と女のミステリー」）
- ミスマッチ（1988年12月20日、テレビ朝日「火曜スーパーワイド」）
- 安川刑事シリーズ(1)少女あみの反乱（1989年2月3日）
- テレビ朝日開局30周年記念 氷点（1989年4月6日-7日、テレビ朝日）
- 尼さん探偵名推理(1)吊り鐘から死体!破戒尼トリオ危機一髪（1989年4月15日、朝日放送「土曜ワイド劇場」）
- 母子変容（1989年10月13日、フジテレビ「男と女のミステリー」）
- お局さまはハイミス管理職(1)（1989年12月25日、TBS「月曜ドラマスペシャル」）

#### 1990年代
連続ドラマ
- いけない女子高物語（1990年1月期、日本テレビ「土曜グランド劇場」）
- 優しいだけがオトコじゃない（1990年1月-2月、テレビ東京）
- 凪の光景（1990年2月8日-3月15日、テレビ朝日「木曜ドラマ」）
- 七人の女弁護士(1)（1991年1月期、テレビ朝日「木曜ドラマ」）
- 天上の青（1992年4月20日-5月29日、フジテレビ「妻たちの劇場」）
- 綺麗になりたい（1992年10月期、読売テレビ土曜22時）
- にっぽん国恋愛事件（1995.7〜9、中部日本放送「ドラマ30」）[2]
- 素晴らしき家族旅行（1998年7月期、テレビ東京水曜20時）

単発/スペシャル
- 世にも奇妙な物語・第1シリーズ『死体くさい』『ゴミが捨てられない』『息づまる食卓』（1990年5月17日、フジテレビ）
- お局さまはハイミス管理職(2)（1990年5月28日、TBS「月曜ドラマスペシャル」）
- 尼さん探偵名推理(2)墓地に幽霊!釣り鐘に死体?色即是空殺人事件（1990年10月20日、朝日放送「土曜ワイド劇場」）
- 世にも奇妙な物語・第2シリーズ『歩く死体』『離れません』『8時50分』（1991年3月21日、フジテレビ）
- 安川刑事シリーズ(2)殺してしまいたい（1991年1月15日、フジテレビ「金曜ドラマシアター」）
- 拝啓オグリキャップ様（1991年9月30日、TBS「月曜ドラマスペシャル」）
- 尼さん探偵名推理(3)湯けむりの向うに犯人が…!みちのく温泉殺人事件（1991年11月16日、朝日放送「土曜ワイド劇場」）
- 花と龍（1992年1月4日、TBS）
- 安川刑事シリーズ(3)骨まで愛して…（1992年、フジテレビ「金曜ドラマシアター」）
- 尼さん探偵名推理(4)美人霊媒師は知っていた…!?信濃路湯けむり連続殺人（1993年4月17日、朝日放送「土曜ワイド劇場」）
- 疑惑の結婚（1994年1月31日、TBS「月曜ドラマスペシャル」）
- 菊亭八百善の人びと 幻の高級江戸料理!美人女将の細腕繁盛記（1994年2月3日、テレビ朝日）
- 尼さん探偵名推理(5)日光・川治温泉殺人事件!あの人を返して!女の叫びが木霊する（1994年4月23日、朝日放送「土曜ワイド劇場」）
- 同居人カップルの殺人推理旅行(1)北陸加賀〜結婚式に殺しの招待状（1994年8月27日、テレビ朝日「土曜ワイド劇場」）
- 遠い国からの殺人者（1995年1月9日、NHK）
- 三都結婚物語(1)大阪浪花 ルージュの恋（1995年3月6日、関西テレビ）
- 同居人カップルの殺人推理旅行(2)赤い花の証言 見合いの席で殺しの相談!?（1995年3月11日、テレビ朝日「土曜ワイド劇場」）
- 日本名作ドラマ 若い人（1995年5月2日、テレビ東京「火曜ゴールデンワイド」）
- 同居人カップルの殺人推理旅行(3)犬が見た死体（1995年11月11日、テレビ朝日「土曜ワイド劇場」）
- パパ帰る'96（1996年1月4日、テレビ朝日）
- 同居人カップルの殺人推理旅行(4)嘘をつく女（1996年7月6日、テレビ朝日「土曜ワイド劇場」）
- 女調査員・おでん屋“ぽんた”探偵局(1)（1996年7月20日、朝日放送「土曜ワイド劇場」）
- 同居人カップルの殺人推理旅行(5)死を呼ぶダイエット（1998年5月2日、テレビ朝日「土曜ワイド劇場」）
- 女調査員・おでん屋“ぽんた”探偵局(2)（1998年8月15日、朝日放送「土曜ワイド劇場」）
- 弁護士迫まり子の遺言作成ファイル(1)約束（1999年4月19日、TBS「月曜ドラマスペシャル」）
- 同居人カップルの殺人推理旅行(6)ダイエットハーブの罠（1999年8月14日、テレビ朝日「土曜ワイド劇場」）

#### 2000年代
連続ドラマ
単発/スペシャル
- 女詐欺師!（2000年1月29日、テレビ朝日「土曜ワイド劇場」）
- 弁護士迫まり子の遺言作成ファイル(2)時効（2000年2月14日、TBS「月曜ドラマスペシャル」）
- 弁護士迫まり子の遺言作成ファイル(3)秘密（2000年12月11日、TBS「月曜ドラマスペシャル」）
- 悪の仮面 それは猪苗代高原ホテル殴打事件から始まった…!（2001年9月12日、テレビ東京・BSジャパン「女と愛とミステリー」）
- 弁護士迫まり子の遺言作成ファイル(4)再会（2002年3月18日、TBS「月曜ミステリー劇場」）
- 十津川警部夫人の旅情殺人推理（2003年5月30日、フジテレビ「金曜エンタテイメント」）
- 弁護士迫まり子の遺言作成ファイル(5)告発（2003年6月9日、TBS「月曜ミステリー劇場」）
- 十津川警部夫人の旅情殺人推理2（2004年6月18日、フジテレビ「金曜エンタテイメント」）
- 十津川警部夫人の旅情殺人推理3（2005年3月25日、フジテレビ「金曜エンタテイメント」）